# Mistrzostwa Świata w Short Tracku 1983
8. Mistrzostwa Świata w Short Tracku odbyły się w Japonii, w Tokio, w dniach 8 – 10 kwietnia 1983 roku. Rozegrano 10 konkurencji: 500 m, 1000 m, 1500 m, 3000 m kobiet i mężczyzn oraz sztafetę 3000 m kobiet i 5000 m mężczyzn. Medale przyznano w wieloboju i sztafetach. W klasyfikacji medalowej najlepsi byli Kanadyjczycy. 

## Klasyfikacja medalowa
| Lp. | Kraj              | Złoto | Srebro | Brąz | Razem |
| 1.  | Kanada            | 4     | 1      | 2    | 7     |
| 2.  | Japonia           | 0     | 2      | 2    | 4     |
| 3.  | Australia         | 0     | 1      | 0    | 1     |
| 4.  | Stany Zjednoczone | 0     | 0      | 1    | 1     |

## Medaliści
| Konkurencja | Złoto                                                                          | Srebro                                                                                | Brąz                                                                                               |
| Mężczyźni   |                                                                                |                                                                                       | |
| Wielobój    | Louis Grenier                                                                  | Michel Delisle                                                                        | Guy Daignault                                                                                      |
| Sztafeta    | Kanada Benoit Lamarche · Guy Daignault · Louis Grenier · Michel Delisle        | Australia Danny Kah · Harry Spragg · Michael Richmond · George Fabian · Michael Hearn | Japonia Hiroshi Toda · Tatsuyoshi Ishihara · Toshinobu Kawai · Yuichi Akasaka · Masaki Yasuda      |
| Kobiety     |                                                                                |                                                                                       | |
| Wielobój    | Sylvie Daigle                                                                  | Mika Kato                                                                             | Miyoshi Kato Maryse Perreault                                                                      |
| Sztafeta    | Kanada Sylvie Daigle · Maryse Perreault · Nathalie Lambert · Marie-José Martin | Japonia Miyoshi Kato · Eiko Shishii · Hiromi Takeuchi · Mika Kato · Mariko Kinoshita  | Stany Zjednoczone Bonnie Blair · Lydia Stephans · Michelle Kline · Gloria Bogacki · Maura d'Andrea |

## Wyniki
| Konkurencja | 1.             | 2.                  | 3.               |
| Mężczyźni   |                |                     |                  |
| 500 metrów  | Louis Grenier  | Guy Daignault       | Patrick Moore    |
| 1000 metrów | Louis Grenier  | Guy Daignault       | Michel Delisle   |
| 1500 metrów | Michel Delisle | Toshinobu Kawai     | Louis Grenier    |
| 3000 metrów | Louis Grenier  | Tatsuyoshi Ishihara | Yuichi Akasaka   |
| Kobiety     |                |                     |                  |
| 500 metrów  | Sylvie Daigle  | Mika Kato           | Maryse Perreault |
| 1000 metrów | Sylvie Daigle  | Bonnie Blair        | Mika Kato        |
| 1500 metrów | Sylvie Daigle  | Miyoshi Kato        | Hiromi Takeuchi  |
| 3000 metrów | Sylvie Daigle  | Miyoshi Kato        | Maryse Perreault |